# Nemzeti Bajnokság I 1917-1918
L'edizione 1917-18 del Nemzeti Bajnokság I vide la vittoria finale dell'MTK, che conquista il suo quinto titolo, il terzo ufficiale consecutivo.
Capocannoniere del torneo fu Alfréd Schaffer dell'MTK con 42 reti.
Il campionato era costituito da un girone per le squadre di Budapest, più altri quattro campionati regionali. Questi si sarebbero sfidati tra di loro, e la vincente avrebbe sfidato la vincente di Budapest per il titolo nazionale. In realtà non si disputarono né le sfide tra i campioni provinciali, né tantomeno quella per il titolo nazionale.

## Classifica (Budapest)
|    | Classifica        | G  | V  | N | P  | GF  | GS | Dif  | Pt |
| -- | ----------------- | -- | -- | - | -- | --- | -- | ---- | -- |
| 1  | MTK (C)           | 22 | 21 | 1 | 0  | 147 | 10 | +137 | 43 |
| 2  | Ferencvárosi TC   | 22 | 14 | 3 | 5  | 42  | 22 | +20  | 31 |
| 3  | Törekvés SE       | 22 | 12 | 6 | 4  | 45  | 25 | +20  | 30 |
| 4  | Vasas SC          | 22 | 11 | 5 | 6  | 37  | 26 | +11  | 27 |
| 5  | Újpesti TE        | 22 | 9  | 6 | 7  | 39  | 41 | -2   | 24 |
| 6  | III. Kerületi TVE | 22 | 9  | 5 | 8  | 25  | 38 | -13  | 23 |
| 7  | 33 FC             | 22 | 8  | 3 | 11 | 35  | 35 | 0    | 19 |
| 8  | Budapesti AK      | 22 | 5  | 6 | 11 | 24  | 42 | -18  | 16 |
| 9  | Budapesti TC      | 22 | 5  | 4 | 13 | 20  | 58 | -38  | 14 |
| 10 | MÁV Gépgyár       | 22 | 4  | 5 | 13 | 25  | 77 | -52  | 13 |
| 11 | Kispesti AC       | 22 | 2  | 8 | 12 | 26  | 48 | -22  | 12 |
| 12 | Magyar AC         | 22 | 3  | 6 | 13 | 26  | 69 | -43  | 12 |

- (C) Campione nella stagione precedente

### Verdetti
- MTK campione d'Ungheria 1917-18.
- Magyar AC retrocesso in Nemzeti Bajnokság II.